# 7492 Kačenka
7492 Kačenka è un asteroide della fascia principale. Scoperto nel 1995, presenta un'orbita caratterizzata da un semiasse maggiore pari a 2,4035326 UA e da un'eccentricità di 0,2137172, inclinata di 1,83775° rispetto all'eclittica.